# Rosa Júnior
Manuel da Silva Rosa Júnior, mais conhecido como Rosa Júnior (Maruim, 10 de junho de 1840 — Rio de Janeiro, 29 de março de 1915) foi um militar e político brasileiro.
Foi senador por Sergipe de 1890 a 1900.

## Biografia
Nascido no interior de Sergipe, fez a Escola Militar no Rio de janeiro, participando da Guerra do Paraguai e foi comandante do Sétimo Regimento de Infantaria e reformado como General de Brigada em 1892.
Ocupou o cargo de Senador entre 15 de novembro de 1890 e 31 de janeiro de 1900, sendo membro das comissões da Marinha e de Finanças.